# 西国吉
西国吉（にしくによし）は、千葉県市原市の南総地区にある大字。郵便番号は290-0231。

## 概要
市原市南部にある。北部の一部に住宅街が見られるが、それ以外はほとんど水田地帯が広がっている。

## 地理
北は馬立、東は佐是・皆吉と大蔵、南は木更津市丹原、西は佐是と接している。

## 世帯数と人口
2022年（令和4年）4月1日現在の世帯数と人口は以下の通りである。
| 町丁字 | 世帯数  | 人口    |
| ------ | ------- | ------- |
| 西国吉 | 795世帯 | 1,615人 |

## 通学区域
市立小学校・市立中学校及び県立高等学校の通学区域は以下の通りである。
| 町丁字 | 区域 | 小学校             | 中学校             | 高等学校 |
| ------ | ---- | ------------------ | ------------------ | -------- |
| 西国吉 | 一部 | 市原市立牛久小学校 | 市原市立南総中学校 | 第9学区  |
| 西国吉 | 一部 | 市原市立寺谷小学校 | 市原市立南総中学校 | 第9学区  |